# 南旭ケ丘町
南旭ケ丘町（みなみあさひがおかちょう）は、大阪府富田林市の町名である。郵便番号 584-0007。

## 概要
美具久留御魂神社の南、羽曳野丘陵東端約15ヘクタールを造成して開発された住宅地である。美具久留御魂神社の裏山は古来より旭岡と呼ばれ桜の名所として知られており、南旭ケ丘町が立地する小山(宮前山・十三本松山)とは溜池を挟んで北方に相対する。
開発地範囲は、中野・新堂・喜志に跨がっていたと考えられる。『角川日本地名大辞典』は南旭ケ丘町を中野に属したとする。『日本歴史地名大系』は近世の喜志村と新堂村の領域として南旭ケ丘町を載せ、中野村には載せていない。『富田林市史』は真名井古墳の所在地を新堂とする。
1961年になり東洋不動産株式会社によって宅地造成計画が進められ、同年8月より真名井古墳（十三本松山古墳）の発掘調査が実施された。開発地内では古墳時代後期から終末期にかけての4基の古墳(宮前山古墳群)が新たに確認され、発掘調査が行われた。『富田林市史』は未確認の古墳がもっと存在した可能性を述べているが、造成により全て削平されてしまったため、今となっては確かめる術はない。宮前山1号墳の横口式石棺は大阪大学に移築されている。
東洋不動産により旭ケ丘荘園として宅地分譲され、1967年末より入居が開始された。旭ケ丘荘園は「第二の芦屋」を目指し、一戸平均330平方メートルで売り出され、原則として平屋建という条件がつけられた。
1968年に南旭ケ丘町自治会が発足し、1971年に町名が南旭ケ丘町となった。町会名は、美具久留御魂神社の東方に旭ケ丘町会が既に存在していたため、その南に位置することから決められた。